# 聖公會蒂厄姆、啟雷拉暨阿肯里教區
聖公會蒂厄姆、啟雷拉暨阿肯里教區（英語：United Dioceses of Tuam, Killala and Achonry）是聖公會愛爾蘭教會阿馬教省下面的一個教區，位於愛爾蘭西部，包括梅奧郡，以及斯萊戈郡和高威郡的一部分。
教區由蒂厄姆教區和啟雷拉暨阿肯里教區在1834年4月13日合併而成，有32個堂區。教區座堂分別是聖馬利亞座堂和聖帕特里克座堂。現任主教為帕特里克．魯克。